# Alan Napier
Alan William Napier-Clavering (* 7. Januar 1903 in Birmingham, England; † 8. August 1988 in Santa Monica, Kalifornien) war ein britischer Theater- und Filmschauspieler.

## Leben
Napier wurde 1903 als Alan William Napier-Clavering in Birmingham geboren. Sein Cousin war Neville Chamberlain, der von 1937 bis 1940 Premierminister von Großbritannien war. Obwohl niemand in Napiers Familie zuvor eine Theaterkarriere eingeschlagen hatte, wollte er bereits in jungen Jahren Schauspieler werden. Nach dem Besuch des Clifton College studierte er an der Royal Academy of Dramatic Art. Daraufhin schloss er sich den Oxford Players an, zu denen auch John Gielgud und Robert Morley gehörten. In den 1930er Jahren stand Napier regelmäßig auf den Theaterbühnen des Londoner West End und spielte gelegentlich in britischen Filmen mit. 1939 ging er nach New York, wo er 1940 mit Gladys George in dem Bühnenstück Lady in Waiting am Broadway auftrat. In Hollywood wurde der 1,98 Meter große Napier in der Folge ein vielbeschäftigter Nebendarsteller in Filmen wie Johanna von Orleans (1948), Lassies Heimat (1948) oder als Cicero in der Shakespeare-Verfilmung Julius Caesar (1953).
Ab 1949 war er häufig in US-amerikanischen Fernsehserien zu sehen. Seine bekannteste Rolle erhielt er jedoch erst 1966, als man ihn als Butler Alfred Pennyworth in der Fernsehserie Batman besetzte. Er hatte zunächst gezögert, das Angebot anzunehmen, spielte aber schließlich den Butler in 120 Folgen, bis die Serie 1968 eingestellt wurde. Ihm zu Ehren gab Tim Burton dem Joker in seiner Kinoadaption Batman (1989) den Namen Jack Napier. Für Walt Disney kam Alan Napier auch als Synchronsprecher zum Einsatz. So sprach er 1963 die Rolle des Sir Pellinore in Die Hexe und der Zauberer.
Von 1930 bis 1944 war Alan Napier mit Emily Nancy Bevill Pethybridge verheiratet. 1944 trat er mit Aileen Dickens Downing alias Gypsy Raine vor den Traualtar. Die Ehe währte bis zu ihrem Tod im Jahr 1961. Napier hatte mit Pethybridge eine leibliche Tochter, Jennifer Nichols, und adoptierte Raines Tochter Jennifer Raine Bissell. Sein Enkel war der neuseeländische Schauspieler Marshall Napier. Dessen Tochter Jessica Napier und Neffe James Napier sind ebenfalls als Schauspieler tätig.
Alan Napier starb 1988 im Alter von 85 Jahren an einer Lungenentzündung in Santa Monica im Berkeley East Convalescent Hospital. Bereits ein Jahr zuvor hatte er einen Schlaganfall erlitten. In der Chapel Of The Pines Crematory in Los Angeles wurde er beigesetzt.

## Filmografie (Auswahl)
Filme
- 1930: Caste
- 1931: Stamboul
- 1932: In a Monastery Garden
- 1936: Wings Over Africa
- 1937: Wife of General Ling
- 1939: Ihr seid nicht allein (We Are Not Alone)
- 1940: Der Unsichtbare kehrt zurück (The Invisible Man Returns)
- 1940: The House of the Seven Gables
- 1942: Eagle Squadron
- 1942: A Yank at Eton
- 1942: Katzenmenschen (Cat People)
- 1942: Gefundene Jahre (Random Harvest)
- 1943: Appointment in Berlin
- 1943: Heimweh (Lassie Come Home)
- 1943: Madame Curie nicht im Abspann
- 1943: Das Lied von Bernadette (The Song of Bernadette)
- 1943: Der kleine Engel (Lost Angel)
- 1944: Der unheimliche Gast (The Uninvited)
- 1944: Ministerium der Angst (Ministry of Fear)
- 1944: The Hairy Ape
- 1944: Dreißig Sekunden über Tokio (Thirty Seconds Over Tokyo)
- 1945: Hangover Square
- 1945: Isle of the Dead
- 1946: Drei Fremde (Three Strangers)
- 1946: Ein eleganter Gauner (A Scandal in Paris)
- 1946: The Strange Woman
- 1947: Sindbad der Seefahrer (Sinbad the Sailor)
- 1947: Mexikanische Nächte (Fiesta)
- 1947: High Conquest
- 1947: Ivy
- 1947: Adventure Island
- 1947: Angelockt (Lured)
- 1947: Die Unbesiegten (Unconquered)
- 1947: The Lone Wolf in London
- 1947: Amber, die große Kurtisane (Forever Amber)
- 1948: Macbeth – Der Königsmörder (Macbeth)
- 1948: Schweigende Lippen (Johnny Belinda)
- 1948: Johanna von Orleans (Joan of Arc)
- 1948: Lassies Heimat (Hills of Home)
- 1949: Gewagtes Alibi (Criss Cross)
- 1949: Tarzan und das blaue Tal (Tarzan’s Magic Fountain)
- 1949: Ritter Hank, der Schrecken der Tafelrunde (A Connecticut Yankee in King Arthur’s Court)
- 1949: Vom FBI gejagt (Manhandled)
- 1949: Schicksal in Wien (The Red Danube)
- 1949: Lassie in Not (Challenge to Lassie)
- 1950: Tripolis (Tripoli)
- 1951: Tarzan und die Dschungelgöttin (Tarzan’s Peril)
- 1951: Double Crossbones
- 1951: Der große Caruso (The Great Caruso)
- 1951: Der maskierte Kavalier (The Highwayman)
- 1951: Colorado (Across the Wide Missouri)
- 1951: Das Herz einer Mutter (The Blue Veil)
- 1951: Hinter den Mauern des Grauens (The Strange Door)
- 1952: Marihuana (Big Jim McLain)
- 1953: Julius Caesar
- 1953: Die Thronfolgerin (Young Bess)
- 1954: Désirée
- 1955: Das Schloß im Schatten (Moonfleet)
- 1955: Der Hofnarr (The Court Jester)
- 1956: Miami Exposé
- 1956: In den Klauen der Tiefe (The Mole People)
- 1957: Land ohne Männer (Until They Sail)
- 1959: Island of Lost Women
- 1959: Die Reise zum Mittelpunkt der Erde (Journey to the Center of the Earth)
- 1962: Zärtlich ist die Nacht (Tender Is the Night)
- 1962: Lebendig begraben (The Premature Burial)
- 1963: Die Hexe und der Zauberer (The Sword in the Stone) (Stimme)
- 1964: Marnie
- 1964: My Fair Lady
- 1964: 36 Stunden (36 Hours)
- 1964: Wegweiser zum Mord (Signpost to Murder)
- 1965: Tod in Hollywood (The Loved One)
- 1966: Batman hält die Welt in Atem (Batman)
- 1973: Crime Club (TV-Film)
- 1974: QB VII (TV-Zweiteiler)
- 1974: Einladung zum Sterben (Come Die with Me)
- 1974: The Lives of Benjamin Franklin (TV-Zweiteiler)
- 1981: Privatdetektiv Joe Dancer – Ein Auftrag für den Affen (The Monkey Mission) (TV-Film)

Fernsehserien
- 1952: Cavalcade of America (eine Folge)
- 1952: Biff Baker, U.S.A. (eine Folge)
- 1955–1959: Alfred Hitchcock präsentiert (Alfred Hitchcock Presents) (sechs Folgen)
- 1957: Soldiers of Fortune (eine Folge)
- 1957: Panic! (eine Folge)
- 1957: The Californians (eine Folge)
- 1959: Gefährliche Geschäfte (The Third Man) (eine Folge)
- 1959: Kein Fall für FBI (The Detectives) (eine Folge)
- 1960: Robin Scott in … (The Case of the Dangerous Robin) (eine Folge)
- 1960: Adventures in Paradise (eine Folge)
- 1960–1961: Thriller (drei Folgen)
- 1960/1977: Disneyland (zwei Folgen)
- 1961: Es geschah in den Zwanzigern (The Roaring 20’s) (eine Folge)
- 1961/1962: Wells Fargo (zwei Folgen)
- 1962: Unter heißem Himmel (Follow the Sun) (eine Folge)
- 1962: Checkmate (eine Folge)
- 1962–1963: Don’t Call Me Charlie (18 Folgen)
- 1963: Twilight Zone (The Twilight Zone) (eine Folge)
- 1963/1965: Alfred Hitchcock zeigt (The Alfred Hitchcock Hour) (zwei Folgen)
- 1964: Breaking Point (eine Folge)
- 1964: The Tycoon (eine Folge)
- 1965: Gauner gegen Gauner (The Rogues) (eine Folge)
- 1965: Laredo (eine Folge)
- 1965: Daniel Boone (eine Folge)
- 1966: Daktari (eine Folge)
- 1966–1968: Batman (120 Folgen)
- 1967: The Beverly Hillbillies (eine Folge)
- 1969: Lieber Onkel Bill (Family Affair) (eine Folge)
- 1970–1974: Der Chef (Ironside) (drei Folgen)
- 1971–1972: Wo alle Wege enden (Night Gallery) (drei Folgen)
- 1976: Einsatz in Manhattan (Kojak) (eine Folge)
- 1978: Die liebestollen Stewardessen (Flying High) (eine Folge)
- 1978: The Paper Chase (eine Folge)
- 1979: Colorado Saga (Centennial) (eine Folge)